# Moscow Patriots 2019
Questa voce raccoglie le informazioni riguardanti i Moscow Patriots nelle competizioni ufficiali della stagione 2019.

## Maschile

### Campionato di football americano della Russia 2019

#### Playoff
| Zelenograd 17 agosto 2019 | Moscow Patriots | 13 – 0 (0-0 6-0 0-0 7-0) | Perm Steel Tigers | Stadio del Rugby |

### CEFL Cup 2019

#### Eliminazione diretta
| 13 aprile 2019, ore 15:00 | ITÜ Hornets | 40 – 19 (7-7 12-7 14-3 7-7) referto | Moscow Patriots |  |

### Statistiche di squadra
| Competizione                  | %Vittorie | In casa | In casa | In casa | In casa | In casa | In casa | In trasferta | In trasferta | In trasferta | In trasferta | In trasferta | In trasferta | Totale | Totale | Totale | Totale | Totale | Totale |
| Competizione                  | %Vittorie | G       | V       | N       | P       | Pf      | Ps      | G            | V            | N            | P            | Pf           | Ps           | G      | V      | N      | P      | Pf     | Ps     |
| ----------------------------- | --------- | ------- | ------- | ------- | ------- | ------- | ------- | ------------ | ------------ | ------------ | ------------ | ------------ | ------------ | ------ | ------ | ------ | ------ | ------ | ------ |
| CR - Playoff                  | 1.000     | 1       | 1       | 0       | 0       | 13      | 0       | 0            | 0            | 0            | 0            | 0            | 0            | 1      | 1      | 0      | 0      | 13     | 0      |
| CEFL-C - Eliminazione diretta | .000      | 0       | 0       | 0       | 0       | 0       | 0       | 1            | 0            | 0            | 1            | 19           | 40           | 1      | 0      | 0      | 1      | 19     | 40     |
| Totale                        | .500      | 1       | 1       | 0       | 0       | 13      | 0       | 1            | 0            | 0            | 1            | 19           | 40           | 2      | 1      | 0      | 1      | 53     | 40     |

## Femminile

### Roster
| Roster delle Moscow Dragonflies (2019) |
| --- |
| Quarterback - Anja Šumacher - Anna Bodrova Running Back - Anja Grechova HB/LB - Ksenija Klyšnikova FB - Tatjana Levina HB Wide Receiver - Lilja Majorova WR/CB/SS - Polina Maer WR/CB - Saša Aleeva - Irina Pesternikova WR/CB - Marija Birjukova WR/CB - Julija Bur'jan WR/CB - Elena Kovalenko Tight End - Anastasija Sivačeva Offensive Linemen - Polina Donnelly - Ksenija Dizer OL/DL - Ėvelina Marcinkevič C - Sėsėg Radnaeva - Anastasija L... Defensive Linemen - Jana Vološ... Linebacker - Kristina Kagramanjan - Eva ... Defensive Back Special Team |

### WLAF Moscow 2019

#### Stagione regolare
| Mosca 2 giugno 2019, ore 18:00 | Sechenov Phoenix | 18 – 13 | Moscow Dragonflies |  |

| Mosca 16 giugno 2019, ore 18:00 | Moscow Dragonflies | 0 – 50 | Moscow Unicorns |  |

| Mosca 21 luglio 2019, ore 18:00 | Moscow Dragonflies | 0 – 45 | Moscow Unicorns |  |

| Mosca 4 agosto 2019, ore 18:00 | Sechenov Phoenix | 6 – 41 | Moscow Dragonflies |  |

### Statistiche di squadra
| Competizione      | %Vittorie | In casa | In casa | In casa | In casa | In casa | In casa | In trasferta | In trasferta | In trasferta | In trasferta | In trasferta | In trasferta | Totale | Totale | Totale | Totale | Totale | Totale |
| Competizione      | %Vittorie | G       | V       | N       | P       | Pf      | Ps      | G            | V            | N            | P            | Pf           | Ps           | G      | V      | N      | P      | Pf     | Ps     |
| ----------------- | --------- | ------- | ------- | ------- | ------- | ------- | ------- | ------------ | ------------ | ------------ | ------------ | ------------ | ------------ | ------ | ------ | ------ | ------ | ------ | ------ |
| Stagione regolare | .250      | 2       | 0       | 0       | 2       | 0       | 95      | 2            | 1            | 0            | 1            | 54           | 24           | 4      | 1      | 0      | 3      | 54     | 119    |
| Totale            | .250      | 2       | 0       | 0       | 2       | 0       | 95      | 2            | 1            | 0            | 1            | 54           | 24           | 4      | 1      | 0      | 3      | 54     | 119    |